# Der stumme Schrei
Der stumme Schrei (engl. Original: The Silent Scream) ist ein Pro-Life-Film aus dem Jahr 1984. Regie führte Jack Duane Dabner. Erzähler war der Gynäkologe Bernard Nathanson, ein Aktivist der Lebensrechtsbewegung. Der Film wurde in Zusammenarbeit mit der Lebensrechtsgruppierung National Right to Life Committee produziert.
Der Film stellt den Vorgang einer Abtreibung durch Ultraschallaufnahmen des Uterus dar. Während der Durchführung wird beschrieben, wie der Fötus das Gesicht wie bei Schmerzensschreien zu verziehen scheint. Das Video war ein populäres Mittel der Lebensrechtsbewegung in ihrem Kampf gegen Abtreibung, wobei viele Ärzte die Darstellung als irreführend kritisierten.

## Inhalt
Bernard Nathanson tritt als medizinischer Experte und Erzähler auf, der die Schritte einer Abtreibung in ihrer Reihenfolge beschreibt. Er gibt an, dass er „aus der Perspektive des Opfers“ berichte, und betont mehrmals seine Bekehrung vom Abtreibungsarzt zum „Pro-Life“-Aktivisten. Nathanson präsentiert zunächst Fötusmodelle aus Plastik und führt die Instrumente vor, die üblicherweise damals bei Abtreibungen verwendet wurden. Dann folgt eine zusammengesetzte Abfolge von Ultraschallaufnahmen von der Abtreibung eines zwölf Wochen alten Fötus aus den 80er Jahren, den Nathanson als Kind beschreibt.
Vor einem Bildschirm zeigt er Ultraschallaufnahmen eines Fötus in der Gebärmutter. Während die Aufnahmen einer Abtreibung auf dem Schirm erscheinen, beschreibt Nathanson Schritt für Schritt, was passiert, und erklärt die Instrumente, die in die Gebärmutter eingeführt werden. Nathanson hält eine Zange vor die Ultraschallaufnahmen auf dem Bildschirm und führt die Bewegung vor, mit der die Zange angeblich den Schädel des Fötus zerdrücke – die Szene wird nicht in den Ultraschallaufnahmen gezeigt. Eine Saugkanüle wird als tödliche Waffe beschrieben, die ihn zerstückle und zerstöre. Er führt aus, dass der Fötus, unvorbereitet auf das Eindringen von Fremdkörpern in die Gebärmutter, der Kanüle auszuweichen versuche, und beschreibt ihn als Kind, das von den gefühllosen Stahlinstrumenten des Abtreibungsarztes zerrissen werde. Nathanson schreibt dem Fötus Gefühle und Intelligenz zu, indem er z. B. behauptet, dass der Fötus die „Aggression in seinem Zufluchtsort“ verspüre und die „tödliche Gefahr“ bewusst wahrnehme. Nathanson erwähnt, wie sich der Herzschlag des Fötus beschleunigt und wie er seinen Mund zu einem Schrei zu öffnen scheine, dem titelgebenden „stummen Schrei“.
Im Anschluss an die Ultraschallaufnahmen zeigt Nathanson Fotos zerstückelter Föten zusammen mit Außenaufnahmen von Frauenkliniken. Nathanson schließt den Film mit einer Erörterung, welche Folgen es habe, dieses Material Frauen vorzuenthalten. Er glaubt, der Film sei notwendig, um Frauen über Abtreibungsfragen aufzuklären.

## Kontroverse und Kritik
Der stumme Schrei wurde von seinem Produzenten und der Lebensrechts-Lobby als Mittel betrachtet, das in der Lage sei, die öffentliche Meinung gegen Abtreibungen zu wenden. Der Film hatte im Programm des Fernsehpredigers Jerry Falwell seine Premiere und wurde innerhalb eines Monats fünfmal von größeren Fernsehsendern ausgestrahlt. Später wurde er in großer Zahl an High Schools, Colleges, Kirchen und Politiker verteilt und nach Darstellung des Time Magazine „von Lebensrechtsorganisationen als effektives Propagandamittel begrüßt“. Der damalige US-Präsident Ronald Reagan ließ den Film sogar im Weißen Haus zeigen. Reagan sagte: „Wenn jedes Kongressmitglied diesen Film sehen könnte, würden sie die Tragödie der Abtreibung schnell beenden.“ Berichten zufolge planten die Produzenten des Films, Kopien an alle Kongressmitglieder und an den Obersten Gerichtshof der Vereinigten Staaten zu senden. Einige Abtreibungsgegner warben für den Film als Beweis, dass ihr Standpunkt wissenschaftlich fundiert sei.

### Ärzteschaft
Mediziner kritisierten den Film als irreführend und als Täuschung. Richard Berkowitz, Professor für Gynäkologie und Geburtshilfe am Mount Sinai Medical Center, beschrieb ihn als „sachlich unzutreffend und unfair“. John Hobbins von der Yale School of Medicine bezeichnete den Einsatz von Spezialeffekten als irreführend und eine Form von technischem Schwindel. Er führte aus, die Ultraschallaufnahmen würden zu Beginn langsam vorgeführt und später beim Einführen der Instrumente beschleunigt, um den Eindruck zu vermitteln, der Fötus würde ängstlich um sich schlagen. Hobbins stellte auch die Bezeichnung „Schrei“ in Frage, da ein Fötus häufig den Mund geöffnet habe und der „Schrei“ auch ein Gähnen sein könne. Ferner könne das, was auf dem verschwommenen Ultraschall als „Mund“ identifiziert wurde, auch die Stelle zwischen Kinn und Brustkorb des Fötus sein. Edward Myer, Vorsitzender der pädiatrischen Abteilung an der University of Virginia, beschrieb die Behauptung, dass der Fötus Schmerz fühlen könne, als lächerlich. Die Erfahrung von Schmerz impliziere Kognition und nach zwölf Wochen besitze der Fötus kein Gehirn, um die Information zu erhalten.
Experten für die Entwicklung von Föten erklärten, ein Fötus könne entgegen Nathansons Darstellung im Film keine Gefahr wahrnehmen oder zielgerichtete Bewegungen ausführen. David Bodian, Neurobiologe an der Johns Hopkins School of Medicine, sagte aus, Ärzte hätten keinen Beweis, dass ein zwölf Wochen alter Fötus Schmerz fühlen könne, hielt aber eine Reflexbewegung aufgrund äußerer Reize durch chirurgische Instrumente für möglich. Auch die Größe des Ultraschallbildes und des gezeigten Fötusmodells seien irreführend, da sie die Größe eines ausgewachsenen Babys aufwiesen, während ein zwölf Wochen alter Fötus kleiner als 5 cm sei. Hart Petersen, Leiter der Pädiatrie am New York Hospital, und Robert Eiken von der US-amerikanischen Gesellschaft für Kinderneurologie unterschieden zwischen einem Reflex und einer subjektiven Erfahrung. Laut Petersen sei die Annahme, dass ein 12 Wochen alter Fötus Unbehagen empfinden kann, falsch.
Der American Congress of Obstetricians and Gynecologists antwortete auf den Film mit einer Stellungnahme, dass es keinen wissenschaftlichen Beweis für die Behauptung gebe, dass ein Fötus in der zwölften Schwangerschaftswoche Schmerz verspüren könne. Die Entwicklung der neurologischen Bahnen beginne nicht vor der 24. Schwangerschaftswoche. Der Fötus empfinde im Alter von 12 Wochen keinen Schmerz. Die American Medical Association schrieb, dass der Film (sowie die Antwort von Planned Parenthood darauf) wissenschaftlichen Ergebnissen widerspreche und dazu angelegt sei, emotionale Reaktionen hervorzurufen.

### Befürworter des Rechts auf Abtreibung
Ron Fitzsimmons von der National Abortion Rights Action League erklärte: „Das hat uns zu einer Antwort gezwungen.“ 1985 antwortete die Planned Parenthood Federation of America (PPFA) mit einer Broschüre mit dem Titel „The Facts Speak Louder than »The Silent Scream«“ (deutsch: „Die Fakten sprechen lauter als »Der stumme Schrei«“), die den Film als „durchsetzt mit wissenschaftlichen, medizinischen und rechtlichen Ungenauigkeiten sowie irreführenden Aussagen und Übertreibungen“ beschrieb. Die PPFA beauftragte einen von ihr so bezeichneten „Ausschuss international bekannter und angesehener Ärzte“, den Film kritisch zu bewerten und die aufgestellten Behauptungen zu widerlegen, einschließlich des Schmerzempfindens und der zielgerichteten Bewegungen von Föten sowie der Möglichkeit eines „Schreis“. Sie produzierte einen eigenen Film, in dem Frauen sowie Ärzte und andere Experten auf die Behauptungen in Der stumme Schrei antworteten, und der die Darstellung schwangerer Frauen als kindlich und unfähig zur Entscheidung über ihre Fortpflanzungsrechte kritisierte.
Die Autorin und Journalistin Katie Roiphe nannte den Film Der stumme Schrei „äußerst suspekte Propaganda“ und „im Grund ein Horrorfilm, der offene Verzerrungen verwendet“. Die Politikwissenschaftlerin und Pro-Choice-Aktivistin Rosalind P. Petchesky sprach von „visueller Verzerrung und verbalem Betrug“ und ordnete den Film „eher dem Bereich kultureller Darstellung als […] medizinischer Beweisführung“ zu.

### Darstellung von Frauen
Frauen kommen in The Silent Scream nicht zu Wort und werden kaum gezeigt. Nathanson macht mit Ausnahme der Behauptung, dass Frauen Opfer des medizinischen Establishment sind, kaum direkte Aussagen über Frauen. Laut den Kommunikationswissenschaftlern Randall A. Lake und Barbara A. Pickering werden Frauen auf visueller Ebene als passive, schwangere Objekte dargestellt, die durch ihre Reproduktionsfähigkeit definiert und beschränkt sind. Gezeigt wird eine Frau auf einem Untersuchungstisch, die beim Anblick der Ultraschallaufnahmen ihres Fötus lächelt. Die nächste Frau, die gezeigt wird, befindet sich in einem Schwangerschaftsabbruch und ist nur von der Taille abwärts zu sehen. Abschließend werden Nahaufnahmen von jungen weißen Frauen gezeigt, die traurig und tief in Gedanken versunken schauen, eine der Frauen weint, eine andere hält eine Kinderrassel. Dem Kommunikationswissenschaftler Robert James Branham zufolge sind die drei Bilder-Sequenzen, in denen Frauen auftreten, so organisiert, dass der Eindruck einer zeitlichen Abfolge entsteht: Vor dem Schwangerschaftsabbruch (lächelnde Frau), während des Eingriffs (Frau, die nur von der Hüfte abwärts gezeigt wird) und nach dem Abbruch (traurige, weinende Frauen). Der Film lege so Reaktionen nahe, die die Macher von The Silent Scream als angemessen empfinden und die schwangere Frauen nachahmen sollen. Die Darstellung von Frauen in dem Film hält Branham für erniedrigend.

## Folgefilme
1987 produzierte Nathanson einen Nachfolgefilm Eclipse of Reason (deutscher Titel: Ungeborene wollen leben), der eine Spätabtreibung nach der „Intact dilation and extraction“-Prozedur beschreibt.

## Rezeption
Mit dem Film waren Aufnahmen eines abgetriebenen Fötus erstmals als elektronisches Medium und nicht mehr nur in gedruckter Form verfügbar. In den USA wurde dem Film zugeschrieben, durch seine schockierenden grafischen Darstellungen viele Zuschauer zu Abtreibungsgegnern gemacht zu haben. Er habe geholfen, „die öffentliche Aufmerksamkeit von den Horrorgeschichten über Frauen, die Hinterhof-Abtreibungen vornehmen ließen, auf einem Horrorfilm über einen Fötus, der einer Abtreibung ausgesetzt ist, zu lenken.“ Der Film war für die Lebensrechtsbewegung von großer Bedeutung und ist vielerorts zum Kauf oder Download verfügbar. Der Film wurde in einem Doonesbury-Comic, The Silent Scream II: The Prequel, parodiert. Darin berichtet der Erzähler, der Nathanson nachgeahmt ist, über eine zwölf Minuten andauernde Schwangerschaft. Er zeigt auf einen Punkt auf dem Bildschirm und behauptet, dass es sich um „Timmy“, einen Menschen wie „du und ich“, handele. „Timmys“ letzte Worte seien laut dem Erzähler „Widerruft Roe v. Wade“. Der Comic beleuchte die Position von Lebensrechtaktivisten, die einen Embryo ab dem Zeitpunkt der Empfängnis mit einem Kind gleichsetzen.
Auch in Deutschland wurde auf den Film Bezug genommen. Der NDR zeigte Der stumme Schrei 1985. Der Spiegel berichtete im Rahmen der §-218-Debatte 1985 und sah in dem Film einen Versuch, Frauen und Ärzte zu Kindesmördern zu erklären. 1991 griff der Spiegel den Film erneut auf. Die damalige Bundesministerin für Jugend, Familie und Gesundheit Rita Süssmuth warnte davor, den Film in der Schwangerenberatung einzusetzen, da er gerade jenen Druck auf Frauen ausübe, der vermieden werden müsse.